# Alfred von Campe
Alfred von Campe (Taufnamen: Alfred Eduard Erich Theodor) (* 5. Juli 1889 in Münster; † 6. Juli 1945 in Oppeln) war ein  preußischer Landrat.

## Leben

### Herkunft und Familie
Alfred von Campe wurde als zweites Kind der Eheleute Friedrich von Campe (1858–1938), General der Artillerie, und Anna von Wedelstaedt (1862–1950) geboren. Er entstammte dem uralten niedersächsischen Adelsgeschlecht  Campe. Sein Bruder  Siegfried war Landrat in verschiedenen Landkreisen Preußens.

### Beruflicher Werdegang
Er leistete in einem Feldartillerie-Regiment Kriegsdienst und war Oberleutnant der Reserve und wurde Regierungsassessor in Arnsberg, bevor er vom 16. März 1922 bis zum 9. April 1922 vertretungsweise mit der Verwaltung des Landratsamtes Hamm beauftragt wurde. Er war am 8. Mai 1922 zunächst vertretungsweise, im Juni 1922 kommissarisch und am 1. November 1922 definitiv Landrat des Kreises Halle. 
1923 heiratete er in Hannover Margarete Wesener (1896–1966). Das Ehepaar hatte eine Tochter und zwei Söhne, die Kinder und deren Familien leben teils im Ausland.
Im September 1933 aufgrund des Gesetzes zur Wiederherstellung des Berufsbeamtentums in den einstweiligen Ruhestand versetzt, wurde er am 1. November 1933 an die Regierung Aurich überwiesen und war hier zuletzt Oberregierungsrat, bevor er zum 1. Januar 1940 in die Stelle des Landrats in Freiwaldau eingewiesen wurde. Er war dort bis 1945 im Amt.
Nach der ersten Lockerung der Mitglieder-Aufnahmesperre der NSDAP trat Campe zum 1. Mai 1937 der Partei bei (Mitgliedsnummer 4.672.662), nachdem er seit 1935 bereits SS-Mitglied war (SS-Nummer 431.160). Am 9. November 1941 wurde er zum SS-Untersturmführer befördert.

## Ehrungen
- Eisernes Kreuz I. Klasse
- Medaille zur Erinnerung an den 1. Oktober 1938